# نجد حنطام (بعدان)

تعديل مصدري - تعديل

نجد حنطام هي إحدى قرى عزلة الحرث بمديرية بعدان التابعة لمحافظة إب، بلغ تعداد سكانها 621 نسمة حسب تعداد اليمن لعام 2004.